# HMS Venturer (fragata Tipo 31)
La HMS Venturer de la Royal Navy será la cabeza de serie de las cinco fragatas Tipo 31 (clase Inspiration). Fue puesta en gradas en 2021 y se estima que su construcción finalizará en 2025. El plan para el proyecto Tipo 31 prevé que las cinco unidades de la clase estén en servicio en febrero de 2030.
Su nombre anunciado en 2021 en honor al submarino de la clase V HMS Venturer que hizo el primer hundimiento de un submarino por parte de otro submarino cuando destruyó al u-boat U-864 durante la Segunda Guerra Mundial. Fue colocada la quilla el 26 de abril de 2022 en Babcock, Escocia.

## Construcción
Tendrá 6000 t de desplazamiento y un armamento compuesto por un cañón Bofors Mk-3 de 57 mm, dos Bofors Mk-4 de 40 mm, misiles Sea Ceptor y botes Pacific 24.
A partir de 2021, la planificación prevé que la HMS Venturer se lance en 2023 y entre en servicio a mediados de la década de 2020. La clase completa estará en servicio en febrero de 2030.
Se cortó el primer acero para el nuevo barco el 23 de septiembre de 2021, lo que marcó el inicio de la construcción. La quilla del barco se colocó ceremonialmente en abril de 2022.